# Anton Smolski
Anton Andrejevič Smolski (født 16. december 1996) er en hviderussisk skiskytter. 
Han repræsenterede Hviderusland under vinter-OL 2018 i Pyeongchang, hvor han sluttede på en 35. plads i spurten.